# Xystochroma setigerum
Xystochroma setigerum là một loài bọ cánh cứng trong họ Cerambycidae.